# 古典ネパール・バサ語
古典ネパール・バサ語（こてんネパール・バサご、英: Classical Nepal Bhasa）は、ネパール・バサ語の1850年以前に用いられた文語の形式である。

## 言語名別称
- 古ネパール・バサ語
- 古典ネワール語
- 古ネワール語
- Classical Nepal Bhasa
- Old Nepal Bhasa
- Classical Newari
- Old Newari